# VB 17–20
A kkStB 135 sorozat egy olasz C tengelyelrendezésű szerkocsis gőzmozdony sorozat volt.

## Története
A négy mozdonyt  a Krauss mozdonygyára építette Münchenben 1871-ben a Voralberger Bahn (VB) részére . A mozdonyok a LINDAU, VADUZ, ST. GALLEN és RHEIN neveket kapták. 1891-ben új kazánt kaptak, a táblázatban látható értékek az új kazánokra értendők.
A C tengelyelrendezésű mozdonyok  a VB-nél először 7-10 pályaszámokat kaptak amit később 17-20-ra módosítottak. Az államosítás után a kkStB előbb 31.01-04, majd 1894-től 35.91-94, végül 1904-től 135.91-94 pályaszámok alá sorolta őket.
Az  első világháborút követően három mozdony (135.91-92, 94) a BBÖ-höz került ahol 1927 és 1929 között selejtezték őket. A  135.93-as pályaszámú gép az Olasz Államvasutak (FS) állományába került FS 196 sorozatként

## Fordítás
- Ez a szócikk részben vagy egészben  a   kkStB 135 című német Wikipédia-szócikk fordításán alapul.  Az eredeti cikk szerkesztőit annak laptörténete sorolja fel. Ez a jelzés csupán a megfogalmazás eredetét és a szerzői jogokat jelzi, nem szolgál a cikkben szereplő információk forrásmegjelöléseként.